# Friedrich Ernst Krukenberg
Pour les articles homonymes, voir Krukenberg.
 (janvier 2020).
Si vous disposez d'ouvrages ou d'articles de référence ou si vous connaissez des sites web de qualité traitant du thème abordé ici, merci de compléter l'article en donnant les références utiles à sa vérifiabilité et en les liant à la section « Notes et références ».
Friedrich Ernst Krukenberg, né à Halle le 1er avril 1871 et décédé le 20 février 1946, était un médecin allemand.

## Biographie
Fils d’un avocat, le plus jeune de ses sept enfants, il commença à étudier la médecine dans sa ville natale, puis à Marbourg où il reçut l’enseignement de l'ophtalmologiste allemand Karl Theodor Paul Polykarpus Axenfeld (1867-1930).
Un autre de ses enseignants à Marburg était Felix Jacob Marchand (de) (1846-1928), qui dirigeait la section de pathologie. En 1896, il avait décrit une forme particulière de cancer des ovaires et il confia à Krukenberg six cas de tumeurs des ovaires, avec lesquels le jeune étudiant prépara sa thèse de doctorat. Dans aucun de ces cas, il ne s’agissait de métastases.
Par la suite Krukenberg se spécialisa en ophtalmologie et fut un disciple d'Axenfeld qu'il suivit dans une autre université.
Krukenberg avait seulement vingt-cinq ans quand il décrivit fibrosarcoma ovarii mucocellulare carcinomatodes mais il semble que sa production scientifique se soit limitée là. Même s’il eut plus tard une activité de rédacteur en science médicale, il se contenta surtout d’exercer à titre privé dans sa ville natale où il mourut âgé de presque 75 ans.